# Eileen Ryan
Eileen Annucci (Nova Iorque, 16 de outubro de 1927 – Malibu, 9 de outubro de 2022) foi uma atriz norte-americana. Casou-se com o ator Leo Penn, pai dos seus três filhos: Michael Penn, Sean Penn e Chris Penn.

## Vida e carreira
Ryan nasceu na cidade de Nova Iorque, filha de Rose Isabel (nascida Ryan), uma enfermeira, e Amerigo Giuseppe Annucci, um dentista. A mãe de Ryan era uma irlandesa-americana nativa de Plattsburgh, Nova York, e seu pai era ítalo-americano. Em 1957 ela se casou com Leo Penn, um ator e membro ativo do sindicato, que estava na lista negra do final dos anos 1940 ao final dos anos 1950. O casal permaneceu junto por mais de quarenta anos, até a morte de Leo em 1998.
Ryan aparece com seus filhos Sean e Chris no filme At Close Range, de 1986, retratando a avó dos irmãos. Ela também fez uma aparição em The Crossing Guard , dirigido por Sean. Na Broadway, Ryan interpretou Evie em Sing Till Tomorrow (1953) e Lorraine em Comes a Day (1958).
Ryan morreu em 9 de outubro de 2022, aos 94 anos de idade, em Malibu.

## Filmografia

### Filmes
| Ano  | Titulo                             | Personagem          |
| ---- | ---------------------------------- | ------------------- |
| 1957 | Three in One                       | Mrs. Johnson        |
| 1986 | At Close Range                     | Grandma             |
| 1988 | Judgment in Berlin                 | Gerta X             |
| 1989 | Winter People                      | Annie Wright        |
| 1989 | Parenthood                         | Marilyn Buckman     |
| 1991 | The Indian Runner                  | Mrs. Baker          |
| 1993 | Benny & Joon                       | Mrs. Smail          |
| 1995 | The Crossing Guard                 | Woman in Shop       |
| 1999 | Anywhere but Here                  | Lillian             |
| 1999 | Magnolia                           | Mary                |
| 2001 | The Pledge                         | Jean                |
| 2001 | I Am Sam                           | Estelle             |
| 2002 | Eight Legged Freaks                | Gladys              |
| 2004 | The Assassination of Richard Nixon | Marie's mother      |
| 2005 | Ulli Lommel's Zodiac Killer        | Venice Beach victim |
| 2005 | Feast                              | Grandma             |
| 2006 | All the King's Men                 | Lily Littlepaugh    |
| 2009 | Give 'Em Hell, Malone              | Gloria              |
| 2009 | Mother and Child                   | Nora                |
| 2010 | Venus & Vegas                      | Estelle             |
| 2011 | Collaborator                       | Betty               |
| 2016 | Rules Don't Apply                  | Frank's Grandmother |

### Televisão
| Ano  | Titulo                                   | Personagem        |
| ---- | ---------------------------------------- | ----------------- |
| 1955 | Goodyear Television Playhouse            | Alma              |
| 1957 | Westinghouse Studio One                  | Betsy Fuller      |
| 1959 | Deadline                                 | Betty             |
| 1959 | DuPont Show of the Month                 |                   |
| 1959 | Alcoa Presents: One Step Beyond          | Mrs. Horvath      |
| 1960 | The Twilight Zone                        | Nora Reagan       |
| 1960 | The Robert Herridge Theatre              |                   |
| 1960 | The Detectives                           | Mrs. Sharman      |
| 1961 | The Detectives                           | Mrs. Coil         |
| 1961 | Shotgun Slade                            | Janet Milford     |
| 1961 | The DuPont Show with June Allyson        | Miss Spencer      |
| 1961 | The Asphalt Jungle                       | Anna Ashmond      |
| 1961 | Outlaws                                  | Ruth Lopez        |
| 1961 | Adventures in Paradise                   | Alice             |
| 1961 | Bonanza                                  | Amanda Gates      |
| 1962 | Bonanza                                  | Abigail Jones     |
| 1962 | Ben Casey                                | Laura Walton      |
| 1962 | Tales of Wells Fargo                     | Lorry             |
| 1972 | Bonanza                                  | Emily             |
| 1973 | Marcus Welby, M.D.                       | Shirley Cooper    |
| 1973 | Cannon                                   |                   |
| 1974 | Little House on the Prairie              | Mrs. Kennedy      |
| 1986 | CBS Schoolbreak Special                  | Bag Lady          |
| 1990 | Christine Cromwell                       |                   |
| 1992 | Matlock                                  | Lily Wyckoff      |
| 1993 | It's Nothing Personal                    |                   |
| 1996 | ER                                       | Barbara Dean      |
| 1996 | NYPD Blue                                | Mrs. Treet        |
| 1999 | Ally McBeal                              | Bria Tolson       |
| 2000 | Arliss                                   | Maddie Crowley    |
| 2001 | Providence                               | Eleanor Walters   |
| 2001 | CSI: Crime Scene Investigation           | Mrs. Rose Bennett |
| 2003 | The Brotherhood of Poland, New Hampshire |                   |
| 2005 | Without a Trace                          | Maura O'Connell   |
| 2007 | The Nine                                 | Mrs. Cavanaugh    |
| 2011 | Men of a Certain Age                     |                   |
| 2011 | Private Practice                         | Marion            |
| 2011 | Prime Suspect                            | Susan Whitney     |
| 2014 | Grey's Anatomy                           | Marjorie Reed     |
| 2014 | Getting On                               | Mrs. Roth         |